# ساشا بهار
ساشا بهار (انگلیسی: Sasha Behar؛ زادهٔ ۲۵ سپتامبر ۱۹۷۱) بازیگر اهل بریتانیا است. وی از سال ۱۹۹۴ میلادی تاکنون مشغول فعالیت بوده‌است.
از فیلم‌ها یا مجموعه‌های تلویزیونی که وی در آن‌ها نقش داشته‌است، می‌توان به پوآرو، شهر هالبی، خیابان کورونیشن، تلفات، آتش‌زا، دکتر هو، حمله متقابل: عملیات سپیده‌دم، شرلوک، لوتر و پلیدی‌های دا وینچی اشاره نمود.